# Championnat de Tchéquie féminin de volley-ball
Le Championnat de République tchèque de volley-ball féminin est une compétition de volley-ball organisée par la Fédération tchèque de volley-ball (Český volejbalový svaz, ČVS). Il a été créé en 1992, à l'occasion de la dissolution de la Tchécoslovaquie.

## Historique
- Extraliga žen (1992-2005)
- ArginMax Extraliga žen (2005-2007)
- Extraliga žen (2007-2010)
- UNIQA Extraliga žen (2010-...)

## Palmarès
| Année | Champion                                 | Finaliste                       | Troisième                       |
| ----- | ---------------------------------------- | ------------------------------- | ------------------------------- |
| 1993  | SK UP Olomouc                            | PVK Olymp Praha                 | VK Královo Pole Brno            |
| 1994  | SK UP Mora Olomouc                       | VK Královo Pole Brno            |                                 |
| 1995  | SK UP Mora Olomouc                       | PVK Olymp Praha                 | VK Královo Pole Brno            |
| 1996  | SK UP Mora Olomouc                       | PVK Olymp Praha                 | VK Královo Pole Brno            |
| 1997  | PVK Olymp Praha                          | SK Frenštát pod Radhoštěm       | VK Královo Pole Brno            |
| 1998  | SK Lapos Frenštát pod Radhoštěm          | PVK Olymp Praha                 | VK Královo Pole Brno            |
| 1999  | PVK Olymp Praha                          | SK Lapos Frenštát pod Radhoštěm | SK UP Olomouc                   |
| 2000  | SK Lapos Frenštát pod Radhoštěm          | VK Královo Pole Brno            |                                 |
| 2001  | SK Radegast Lapos Frenštát pod Radhoštěm | VK Královo Pole Brno            |                                 |
| 2002  | VK Královo Pole Brno                     | PVK Olymp Praha                 | SK Lapos Frenštát pod Radhoštěm |
| 2003  | VK Královo Pole Brno                     | PVK Olymp Praha                 | SK UP Olomouc                   |
| 2004  | VK Královo Pole Brno                     | PVK Olymp Praha                 | TJ Sokol Frýdek-Místek          |
| 2005  | PVK Olymp Praha                          | TJ Sokol Frýdek-Místek          | VK Královo Pole Brno            |
| 2006  | VK Královo Pole Brno                     | SK Slavia Praha                 | PVK Olymp Praha                 |
| 2007  | VK Královo Pole Brno                     | PVK Olymp Praha                 | SK Slavia Praha                 |
| 2008  | PVK Olymp Praha                          | SK UP Olomouc                   | VK Královo Pole Brno            |
| 2009  | VK Prostějov                             | VK Královo Pole Brno            | SK UP Olomouc                   |
| 2010  | VK Modřanská Prostějov                   | VK Královo Pole Brno            | PVK Olymp Praha                 |
| 2011  | VK Modřanská Prostějov                   | SK UP Olomouc                   | VK Královo Pole Brno            |
| 2012  | VK AGEL Prostějov                        | PVK Olymp Praha                 | SK UP Olomouc                   |
| 2013  | VK AGEL Prostějov                        | PVK Olymp Praha                 | SK UP Olomouc                   |
| 2014  | VK AGEL Prostějov                        | PVK Olymp Praha                 | SK UP Olomouc                   |
| 2015  | VK AGEL Prostějov                        | PVK Olymp Praha                 | TJ Sokol Frýdek-Místek          |
| 2016  | VK AGEL Prostějov                        | VK UP Olomouc                   | TJ Ostrava                      |
| 2017  | VK AGEL Prostějov                        | VK UP Olomouc                   | VK Královo Pole Brno            |
| 2018  | VK AGEL Prostějov                        | VK UP Olomouc                   | TJ Ostrava                      |
| 2019  | VK UP Olomouc                            | VK Prostějov                    | VK Dukla Liberec                |
| 2020  | non terminé                              | non terminé                     | non terminé                     |

## Bilan par club
| Club                      | Titres | Ville                  | Année                                                      |
| ------------------------- | ------ | ---------------------- | ---------------------------------------------------------- |
| VK Prostějov              | 10     | Prostějov              | 2009, 2010, 2011, 2012, 2013, 2014, 2015, 2016, 2017, 2018 |
| SK UP Olomouc             | 5      | Olomouc                | 1993, 1994, 1995, 1996, 2019                               |
| VK Královo Pole Brno      | 5      | Brno                   | 2002, 2003, 2004, 2006, 2007                               |
| PVK Olymp Praha           | 4      | Prague                 | 1997, 1999, 2005, 2008                                     |
| SK Frenštát pod Radhoštěm | 3      | Frenštát pod Radhoštěm | 1998, 2000, 2001                                           |

## Historique des logos

Extraliga žen (2007-2010)
UNIQA Extraliga žen (2010-...)